# أرنو كلاسن
أرنو كلاسن (بالهولندية: Arno Klaassen)‏ هو متزلج جماعي هولندي، ولد في 16 نوفمبر 1979 في تلبرغ في هولندا.

## وصلات خارجية
- أرنو كلاسن على موقع IBSF (الإنجليزية)
- أرنو كلاسن على موقع اللجنة الأولمبية الدولية (الإنجليزية)
- أرنو كلاسن على موقع أوليمبيديا (الإنجليزية)